# Senato di Malta
Il Senato (in maltese Senat) era la Camera alta del Parlamento di Malta nel periodo bicamerale, quindi tra il 1921 ed il 1933.

## Storia
A seguito della promulgazione della Costituzione Amery-Milner del 1921 a Malta venne introdotto un sistema parlamentare bicamerale composto da un'Assemblea Legislativa (con 32 seggi) ed un Senato (con 17 seggi). L'Assemblea veniva eletta ogni tre anni mentre il Senato ogni sei.
Il Senato era composto da sette membri eletti e 10 nominati. I membri elettivi venivano eletti in due distretti con un sistema a doppio turno, mentre quelli nominati erano due rappresentanti per cinque gruppi sociali: clero, aristocrazia, laureati, commercianti e sindacati.
Il Senato venne abrogato nel 1933 in quanto la successiva costituzione istituì l'attuale sistema monocamerale.